# Adiós Miguel
Adiós Miguel es un álbum recopilatorio del boy band puertorriqueño Menudo, lanzado por el sello discográfico Padosa, en 1983. El trabajo incluyó canciones que tienen como principal vocalista al exintegrante Miguel Cancel. Dentro de la discografía del grupo era común que cada canción tuviera un integrante como la voz principal, mientras que otras eran cantadas por el grupo entero.

## Bastidores
Miguel Cancel entró al grupo en 1981, época en la que el grupo lanzó el álbum Fuego, la formación de esa época incluía: los hermanos Oscar y Ricky Meléndez, René Farrait, Johnny Lozada y Xavier Serbiá. Miguel sustituyó a Oscar, quien alcanzó el límite de edad, 15 años. Durante su carrera como parte del quinteto, grabó los álbumes de estudio: Quiero ser (1981), Por amor (1982), Una aventura llamada Menudo (1982), y Xanadu (1981), que trae canciones exitosas del grupo regrabadas por los miembros vigentes de la época y algunas inéditas.
La lista de canciones de Adiós Miguel trae éxitos, incluyendo hits como "Rock en la TV", "A Volar", "Quiero Rock" y tres canciones originales que no fueron lanzadas en ningún otro álbum. El título del álbum refleja la salida voluntaria de Miguel, quien dejó el grupo antes del tiempo estipulado. No hay una formación fija del grupo en este álbum, pero presenta a todos los miembros que formaron parte de la "era dorada" de Menudo, de 1981 a 1983.
Miguel Cancel es el único miembro de Menudo que tiene un álbum de despedida dedicado a él, aunque también se lanzaron álbumes en homenaje a Fernando Sallaberry y a sus compañeros de banda Xavier Serbia, Johnny Lozada y Ray Reyes.

## Desempeño comercial
Comercialmente, el álbum tuvo buena repercusión en los Estados Unidos, donde apareció en la lista de la revista Billboard dedicada a álbumes de música latina.

## Lista de canciones
| N.º | Título                 | Escritor(es)                   | Duración |  |
| 1.  | «La flor de la canela» | Chabuca Granda                 | 2:35     |  |
| 2.  | «Cuándo Pasará»        | J. Seijas, L. G. Escolar       | 3:47     |  |
| 3.  | «Quiero Rock»          | J. Seijas, C. Villa, A. Monroy | 2:34     |  |
| 4.  | «Me Voy a Enamoriscar» | Juan Pardo                     | 3:06     |  |
| 5.  | «No Me Olvides»        | Marilyn Pagan                  | 3:27     |  |
| 6.  | «Tú Te Imaginas»       | A. Monroy, C. Villa, E. Díaz   | 3:14     |  |
| 7.  | «Cielito Lindo»        | D. R.                          | 2:18     |  |
| 8.  | «Bailemos en el Mar»   | C. Villa, E. Díaz              | 3:13     |  |
| 9.  | «Rock en la T.V.»      | C. Villa, E. Díaz              | 3:12     |  |
| 10. | «Xanadu»               | Jeff Lynne                     | 3:22     |  |
| 11. | «Es por Amor»          | J. Seijas, C. Villa, E. Guerin | 3:44     |  |
| 12. | «A Volar»              | A. Monroy, C. Villa, E. Díaz   | 4:13     |  |

## Posicionamiento en listas

### Semanales
| Lista musical (1983)                                     | Mejor posición |
| -------------------------------------------------------- | -------------- |
| Estados Unidos (Billboard Top Latin Albums - California) | 7              |
| Estados Unidos (Billboard Top Latin Albums - Nueva York) | 4              |